# Euplexia conspicua
Euplexia conspicua là một loài bướm đêm trong họ Noctuidae.